# Cinquième circonscription du Rhône
La cinquième circonscription du Rhône est l'une des quatorze circonscriptions législatives françaises que compte le département du Rhône (69D) et la métropole de Lyon (69M), situés en région Auvergne-Rhône-Alpes.

## Description géographique et démographique

### De 1958 à 1986
Le département avait dix circonscriptions. En 1973, trois nouvelles ont été ajoutées.
La cinquième circonscription du Rhône était composée de :
- canton de Lyon-IX
- canton de Lyon-X

Source : Journal Officiel du 14-15 Octobre 1958.

### Depuis 1988
La cinquième circonscription du Rhône avait été délimitée par le découpage électoral de la loi no 86-1197 du 24 novembre 1986, elle regroupait les divisions administratives suivantes : 
- Canton de Caluire-et-Cuire
- Canton de Neuville-sur-Saône
- ainsi que les communes de Champagne-au-Mont-d'Or, Collonges-au-Mont-d'Or, Écully, Saint-Cyr-au-Mont-d'Or et Saint-Didier-au-Mont-d'Or.

Après la modification de la loi par l'ordonnance no 2009-935 du 29 juillet 2009, la cinquième circonscription est alors composée des trois cantons suivants : 
- Canton de Caluire-et-Cuire
- Canton de Limonest
- Canton de Neuville-sur-Saône[3].

Depuis 2015, l'essentiel de la circonscription est situé dans la métropole de Lyon, cependant que quatre communes, Chasselay,
Les Chères, Civrieux-d'Azergues et Marcilly-d'Azergues, font partie du canton d'Anse.
D'après le recensement général de la population en 1999, réalisé par l'Institut national de la statistique et des études économiques (Insee), la population totale de cette circonscription était estimée à 120 257 habitants,.

## Historique des députations
| Législature | Début de mandat | Fin de mandat  | Député           | Parti politique | Observations                                                                           |
| ----------- | --------------- | -------------- | ---------------- | --------------- | -------------------------------------------------------------------------------------- |
| IXe         | 23 juin 1988    | 1er avril 1993 | Jean Rigaud      | UDF             |                                                                                        |
| Xe          | 2 avril 1993    | 21 avril 1997  | Jean Rigaud      | UDF             | Mandat écourté à la suite d'une dissolution parlementaire décidée par Jacques Chirac.  |
| XIe         | 12 juin 1997    | 18 juin 2002   | Jean Rigaud      | UDF             |                                                                                        |
| XIIe        | 19 juin 2002    | 19 juin 2007   | Philippe Cochet  | UMP             |                                                                                        |
| XIIIe       | 20 juin 2007    | 19 juin 2012   | Philippe Cochet  | UMP             |                                                                                        |
| XIVe        | 20 juin 2012    | 20 juin 2017   | Philippe Cochet  | UMP             |                                                                                        |
| XVe         | 21 juin 2017    | 21 juin 2022   | Blandine Brocard | LREM            |                                                                                        |
| XVIe        | 22 juin 2022    | 9 juin 2024    | Blandine Brocard | MoDem           | Mandat écourté à la suite d'une dissolution parlementaire décidée par Emmanuel Macron. |
| XVIIe       | 8 juillet 2024  | En cours       | Blandine Brocard | MoDem           |                                                                                        |

## Historique des élections

### Élections de 1958
| Candidat       | Candidat             | Parti          | Premier tour | Premier tour | Second tour | Second tour |  |
| Candidat       | Candidat             | Parti          | Voix         | %            | Voix        | %           |  |
| -------------- | -------------------- | -------------- | ------------ | ------------ | ----------- | ----------- |  |
|                | Roger Fulchiron élu  | CNIP           | 18 210       | 44,07        | 30 040      | 79,82       |  |
|                | Germaine Rey         | PCF            | 6 142        | 14,87        | 7 594       | 20,18       |  |
|                | Raoul Thouin         | Radsoc         | 4 706        | 11,39        | Retrait     | Retrait     |  |
|                | Marius Donjon        | SFIO           | 4 600        | 11,13        | Retrait     | Retrait     |  |
|                | Roger-Albert Basset  | MRP            | 1 937        | 4,69         |             |             |  |
|                | Émile-Gaston Poichot | Extrême droite | 1 621        | 3,92         |             |             |  |
|                | Guy Rabatel          | Modérés        | 1 553        | 3,76         |             |             |  |
|                | Louis Alloin         | UFF            | 1 399        | 3,39         |             |             |  |
|                | André Darteil        | Divers         | 1 150        | 2,78         |             |             |  |
|                |                      |                |              |              |             |             |  |
| Inscrits       | Inscrits             | Inscrits       | 60 668       | 100,00       | 60 668      | 100,00      |  |
| Abstentions    | Abstentions          | Abstentions    | 18 551       | 30,58        | 21 313      | 35,13       |  |
| Votants        | Votants              | Votants        | 42 117       | 69,42        | 39 355      | 64,87       |  |
| Blancs et nuls | Blancs et nuls       | Blancs et nuls | 799          | 1,9          | 1 721       | 4,37        |  |
| Exprimés       | Exprimés             | Exprimés       | 41 318       | 98,1         | 37 634      | 95,63       |  |

Le suppléant de Roger Fulchiron était Jean Sanoner, conseiller général du canton de Lyon-IX.

### Élections de 1962
| Candidat       | Candidat                 | Parti          | Premier tour | Premier tour | Second tour | Second tour |  |
| Candidat       | Candidat                 | Parti          | Voix         | %            | Voix        | %           |  |
| -------------- | ------------------------ | -------------- | ------------ | ------------ | ----------- | ----------- |  |
|                | Henri Gorce-Franklin élu | UNR-UDT        | 12 553       | 37,61        | 16 260      | 46,87       |  |
|                | Roger Fulchiron sortant  | CNIP           | 8 236        | 24,67        | 7 668       | 22,1        |  |
|                | Marcel Ruby              | Radsoc (SFIO)  | 6 506        | 19,49        | 10 763      | 31,03       |  |
|                | Germaine Rey             | PCF            | 6 084        | 18,23        | Retrait     | Retrait     |  |
|                |                          |                |              |              |             |             |  |
| Inscrits       | Inscrits                 | Inscrits       | 58 462       | 100,00       | 58 462      | 100,00      |  |
| Abstentions    | Abstentions              | Abstentions    | 24 291       | 41,55        | 22 962      | 39,28       |  |
| Votants        | Votants                  | Votants        | 34 171       | 58,45        | 35 500      | 60,72       |  |
| Blancs et nuls | Blancs et nuls           | Blancs et nuls | 792          | 2,32         | 809         | 2,28        |  |
| Exprimés       | Exprimés                 | Exprimés       | 33 379       | 97,68        | 34 691      | 97,72       |  |

Le suppléant de Henri Gorce-Franklin était Lucien Busson, comptable agréé à Lyon.

### Élections de 1967
| Candidat       | Candidat                  | Parti          | Premier tour | Premier tour | Second tour | Second tour |  |
| Candidat       | Candidat                  | Parti          | Voix         | %            | Voix        | %           |  |
| -------------- | ------------------------- | -------------- | ------------ | ------------ | ----------- | ----------- |  |
|                | Pierre-Bernard Cousté élu | UD-Ve          | 13 127       | 34,62        | 15 815      | 41,45       |  |
|                | Roger Fulchiron           | CD (PDM)       | 10 493       | 27,67        | 8 262       | 21,65       |  |
|                | André Soulier             | FGDS (Radical) | 7 489        | 19,75        | 14 076      | 36,89       |  |
|                | Pierre Soret              | PCF            | 6 041        | 15,93        | Retrait     | Retrait     |  |
|                | Étienne Pernet            | Modérés        | 767          | 2,02         |             |             |  |
|                |                           |                |              |              |             |             |  |
| Inscrits       | Inscrits                  | Inscrits       | 51 811       | 100,00       | 51 811      | 100,00      |  |
| Abstentions    | Abstentions               | Abstentions    | 13 101       | 25,29        | 13 145      | 25,37       |  |
| Votants        | Votants                   | Votants        | 38 710       | 74,71        | 38 666      | 74,63       |  |
| Blancs et nuls | Blancs et nuls            | Blancs et nuls | 793          | 2,05         | 513         | 1,33        |  |
| Exprimés       | Exprimés                  | Exprimés       | 37 917       | 97,95        | 38 153      | 98,67       |  |

Le suppléant de Pierre-Bernard Cousté était Gérard David, professeur agrégé de l'Université.

### Élections de 1968
| Candidat       | Candidat                            | Parti          | Premier tour | Premier tour | Second tour | Second tour |  |
| Candidat       | Candidat                            | Parti          | Voix         | %            | Voix        | %           |  |
| -------------- | ----------------------------------- | -------------- | ------------ | ------------ | ----------- | ----------- |  |
|                | Pierre-Bernard Cousté sortant réélu | UDR (URP)      | 18 069       | 48,88        | 19 068      | 55,39       |  |
|                | Henri Vignier                       | CD (PDM)       | 7 504        | 20,3         | 7 223       | 20,98       |  |
|                | Pierre Soret                        | PCF            | 5 070        | 13,71        | 8 136       | 23,63       |  |
|                | Robert Llung                        | FGDS (SFIO)    | 4 280        | 11,58        |             |             |  |
|                | Jacques Armagnat                    | PSU            | 2 045        | 5,53         |             |             |  |
|                |                                     |                |              |              |             |             |  |
| Inscrits       | Inscrits                            | Inscrits       | 48 293       | 100,00       | 48 292      | 100,00      |  |
| Abstentions    | Abstentions                         | Abstentions    | 10 964       | 22,7         | 13 415      | 27,78       |  |
| Votants        | Votants                             | Votants        | 37 329       | 77,3         | 34 877      | 72,22       |  |
| Blancs et nuls | Blancs et nuls                      | Blancs et nuls | 361          | 0,97         | 450         | 1,29        |  |
| Exprimés       | Exprimés                            | Exprimés       | 36 968       | 99,03        | 34 427      | 98,71       |  |

Le suppléant de Pierre-Bernard Cousté était Gérard David.

### Élections de 1973
| Candidat       | Candidat                            | Parti          | Premier tour | Premier tour | Second tour | Second tour |  |
| Candidat       | Candidat                            | Parti          | Voix         | %            | Voix        | %           |  |
| -------------- | ----------------------------------- | -------------- | ------------ | ------------ | ----------- | ----------- |  |
|                | Pierre-Bernard Cousté sortant réélu | UDR (URP)      | 12 355       | 39,02        | 15 468      | 47,75       |  |
|                | Jean-Noël Ghilini                   | MR             | 6 897        | 21,78        | 4 597       | 14,19       |  |
|                | François Loncle                     | MRG (UGSD)     | 5 921        | 18,7         | 12 332      | 38,07       |  |
|                | Robert Bourgeat                     | PCF            | 4 564        | 14,41        | Retrait     | Retrait     |  |
|                | Bernard Fanjat                      | PSU            | 1 311        | 4,14         |             |             |  |
|                | Daniel Anzel                        | LO             | 614          | 1,94         |             |             |  |
|                |                                     |                |              |              |             |             |  |
| Inscrits       | Inscrits                            | Inscrits       | 44 333       | 100,00       | 43 333      | 100,00      |  |
| Abstentions    | Abstentions                         | Abstentions    | 12 061       | 27,21        | 10 485      | 24,2        |  |
| Votants        | Votants                             | Votants        | 32 272       | 72,79        | 32 848      | 75,8        |  |
| Blancs et nuls | Blancs et nuls                      | Blancs et nuls | 610          | 1,89         | 451         | 1,37        |  |
| Exprimés       | Exprimés                            | Exprimés       | 31 662       | 98,11        | 32 397      | 98,63       |  |

La suppléante de Pierre-Bernard Cousté était Simone André, RI, mère de famille, conseillère municipale du 3e arrondissement.

### Élections de 1978
|                | Pierre-Bernard Cousté sortant réélu | RPR            | 16 804 | 53,88  |  |  |  |
|                | Dominique Saint-Pierre              | MRG            | 6 243  | 20,02  |  |  |  |
|                | Josiane Voyant                      | PCF            | 3 737  | 11,98  |  |  |  |
|                | Bernard Pacalon                     | PSD            | 1 409  | 4,52   |  |  |  |
|                | Claire Bellissen                    | PSU (FA)       | 1 371  | 4,4    |  |  |  |
|                | Jean-Pierre Brun                    | PFN            | 1 146  | 3,67   |  |  |  |
|                | Didier Germain-Thomas               | LO             | 479    | 1,54   |  |  |  |
|                |                                     |                |        |        |  |  |  |
| Inscrits       | Inscrits                            | Inscrits       | 41 280 | 100,00 |  |  |  |
| Abstentions    | Abstentions                         | Abstentions    | 9 571  | 23,19  |  |  |  |
| Votants        | Votants                             | Votants        | 31 709 | 76,81  |  |  |  |
| Blancs et nuls | Blancs et nuls                      | Blancs et nuls | 520    | 1,64   |  |  |  |
| Exprimés       | Exprimés                            | Exprimés       | 31 189 | 98,36  |  |  |  |

La suppléante de Pierre-Bernard Cousté était Simone André.

### Élections de 1981
|                | Pierre-Bernard Cousté sortant réélu | RPR (UNM)      | 13 498 | 55,42  |  |  |  |
|                | Louis Charbon                       | PS             | 8 046  | 33,03  |  |  |  |
|                | Fernand Gelin                       | PCF            | 1 998  | 8,20   |  |  |  |
|                | Gérard Faussurier                   | PFN            | 815    | 3,35   |  |  |  |
|                |                                     |                |        |        |  |  |  |
| Inscrits       | Inscrits                            | Inscrits       | 38 926 | 100,00 |  |  |  |
| Abstentions    | Abstentions                         | Abstentions    | 14 363 | 36,9   |  |  |  |
| Votants        | Votants                             | Votants        | 24 563 | 63,1   |  |  |  |
| Blancs et nuls | Blancs et nuls                      | Blancs et nuls | 206    | 0,84   |  |  |  |
| Exprimés       | Exprimés                            | Exprimés       | 24 357 | 99,16  |  |  |  |

La suppléante de Pierre-Bernard Cousté était Simone André.

### Élections de 1988
|                | Jean Rigaud sortant réélu | UDF (AD) (URC) | 24 501 | 51,78  |  |  |  |
|                | Jean Machurat             | PS             | 14 880 | 31,45  |  |  |  |
|                | Jean-Paul Henry           | FN             | 5 892  | 12,45  |  |  |  |
|                | Gérard Crouzet            | PCF            | 2 041  | 4,31   |  |  |  |
|                |                           |                |        |        |  |  |  |
| Inscrits       | Inscrits                  | Inscrits       | 73 581 | 100,00 |  |  |  |
| Abstentions    | Abstentions               | Abstentions    | 25 717 | 34,95  |  |  |  |
| Votants        | Votants                   | Votants        | 47 864 | 65,05  |  |  |  |
| Blancs et nuls | Blancs et nuls            | Blancs et nuls | 550    | 1,15   |  |  |  |
| Exprimés       | Exprimés                  | Exprimés       | 47 314 | 98,85  |  |  |  |

Le suppléant de Jean Rigaud était Jacques Meyer, RPR, conseiller général du canton de Neuville-sur-Saône.

### Élections de 1993
| Candidat       | Candidat                  | Parti             | Premier tour | Premier tour | Second tour | Second tour |  |
| Candidat       | Candidat                  | Parti             | Voix         | %            | Voix        | %           |  |
| -------------- | ------------------------- | ----------------- | ------------ | ------------ | ----------- | ----------- |  |
|                | Jean Rigaud sortant réélu | UDF (AD)          | 25 177       | 49,33        | 30 282      | 75,32       |  |
|                | Pierre Terrier            | FN                | 8 178        | 16,02        | 9 921       | 24,68       |  |
|                | Guy David                 | PS (ADFP)         | 7 556        | 14,81        |             |             |  |
|                | Étienne Tête              | Les Verts (EÉ)    | 5 914        | 11,59        |             |             |  |
|                | Madeleine Jorand          | PCF               | 2 495        | 4,89         |             |             |  |
|                | Philippe Chalumet         | LT-LNÉ            | 1 084        | 2,12         |             |             |  |
|                | Syham Mertani             | Divers écologiste | 630          | 1,23         |             |             |  |
|                |                           |                   |              |              |             |             |  |
| Inscrits       | Inscrits                  | Inscrits          | 77 060       | 100,00       | 77 062      | 100,00      |  |
| Abstentions    | Abstentions               | Abstentions       | 23 736       | 30,8         | 29 450      | 38,22       |  |
| Votants        | Votants                   | Votants           | 53 324       | 69,2         | 47 612      | 61,78       |  |
| Blancs et nuls | Blancs et nuls            | Blancs et nuls    | 2 290        | 4,29         | 7 409       | 15,56       |  |
| Exprimés       | Exprimés                  | Exprimés          | 51 034       | 95,71        | 40 203      | 84,44       |  |

Le suppléant de Jean Rigaud était Robert Bouclon, conseiller municipal de Caluire-et-Cuire.

### Élections de 1997
| Candidat       | Candidat                  | Parti          | Premier tour | Premier tour | Second tour | Second tour |  |
| Candidat       | Candidat                  | Parti          | Voix         | %            | Voix        | %           |  |
| -------------- | ------------------------- | -------------- | ------------ | ------------ | ----------- | ----------- |  |
|                | Jean Rigaud sortant réélu | UDF (AD)       | 13 632       | 27,8         | 31 161      | 61,26       |  |
|                | Madeleine Petitjean       | PS             | 10 923       | 22,27        | 19 707      | 38,74       |  |
|                | Pierre Terrier            | FN             | 8 763        | 17,87        |             |             |  |
|                | Bernard Roger-Dalbert     | diss. UDF      | 5 978        | 12,19        |             |             |  |
|                | Madeleine Jorand          | PCF            | 2 851        | 5,81         |             |             |  |
|                | Étienne Tête              | Les Verts      | 1 723        | 3,51         |             |             |  |
|                | Philippe Lamy             | Divers droite  | 1 612        | 3,29         |             |             |  |
|                | Jean-Pierre Allègre       | GÉ             | 1 161        | 2,37         |             |             |  |
|                | Laurence Anne Romer       | MÉI            | 1 130        | 2,3          |             |             |  |
|                | Paulette Gouilloux        | LDI (MPF)      | 910          | 1,86         |             |             |  |
|                | Yves Guyon                | Extrême droite | 356          | 0,73         |             |             |  |
|                |                           |                |              |              |             |             |  |
| Inscrits       | Inscrits                  | Inscrits       | 76 178       | 100,00       | 76 177      | 100,00      |  |
| Abstentions    | Abstentions               | Abstentions    | 25 190       | 33,07        | 22 476      | 29,5        |  |
| Votants        | Votants                   | Votants        | 50 988       | 66,93        | 53 701      | 70,5        |  |
| Blancs et nuls | Blancs et nuls            | Blancs et nuls | 1 949        | 3,82         | 2 833       | 5,28        |  |
| Exprimés       | Exprimés                  | Exprimés       | 49 039       | 96,18        | 50 868      | 94,72       |  |

Le suppléant de Jean Rigaud était Jacques Meyer, Premier Vice-Président de la Communauté urbaine de Lyon, Vice-Président du Conseil général, conseiller général RPR du canton de Neuville-sur-Saône, chef d'entreprise.

### Élections de 2002
| Candidat       | Candidat                       | Parti            | Premier tour | Premier tour | Second tour | Second tour |  |
| Candidat       | Candidat                       | Parti            | Voix         | %            | Voix        | %           |  |
| -------------- | ------------------------------ | ---------------- | ------------ | ------------ | ----------- | ----------- |  |
|                | Philippe Cochet élu            | UMP              | 16 879       | 31,84        | 29 989      | 65,47       |  |
|                | Françoise Mailler              | PRG (PS)         | 11 440       | 21,58        | 15 817      | 34,53       |  |
|                | Marie-Christine de Penfentenyo | FN               | 6 323        | 11,93        |             |             |  |
|                | Gilles Vesco                   | UDF              | 6 201        | 11,7         |             |             |  |
|                | Jacques Meyer                  | Divers droite    | 5 308        | 10,01        |             |             |  |
|                | Agnès Gardon-Chemain           | Divers droite    | 1 898        | 3,58         |             |             |  |
|                | Madeleine Jorand               | PCF              | 1 086        | 2,05         |             |             |  |
|                | Martine Rappillard             | LCR              | 751          | 1,42         |             |             |  |
|                | Laurence Male                  | Pôle républicain | 560          | 1,06         |             |             |  |
|                | Josette Tuillière              | LT-LNÉ           | 554          | 1,05         |             |             |  |
|                | Guy Frécon                     | ÉD               | 459          | 0,87         |             |             |  |
|                | Anne-Marie Chambon             | LO               | 373          | 0,7          |             |             |  |
|                | Marc Debout                    | MÉI              | 349          | 0,66         |             |             |  |
|                | Michel Chabaud                 | MNR              | 331          | 0,62         |             |             |  |
|                | Brigitte Fichard               | GÉ               | 258          | 0,49         |             |             |  |
|                | Vincent Kahlouche              | RPF              | 126          | 0,24         |             |             |  |
|                | Christian Bonnetain            | PT               | 84           | 0,16         |             |             |  |
|                | Jérôme Terrier                 | Divers gauche    | 31           | 0,06         |             |             |  |
|                | Philippe Simonet               | Divers           | 0            | 0            |             |             |  |
|                |                                |                  |              |              |             |             |  |
| Inscrits       | Inscrits                       | Inscrits         | 79 104       | 100,00       | 79 104      | 100,00      |  |
| Abstentions    | Abstentions                    | Abstentions      | 25 486       | 32,22        | 31 985      | 40,43       |  |
| Votants        | Votants                        | Votants          | 53 618       | 67,78        | 47 119      | 59,57       |  |
| Blancs et nuls | Blancs et nuls                 | Blancs et nuls   | 607          | 1,13         | 1 313       | 2,79        |  |
| Exprimés       | Exprimés                       | Exprimés         | 53 011       | 98,87        | 45 806      | 97,21       |  |

La suppléante de Philippe Cochet était Claudine Frieh, maire de Saint-Didier-au-Mont-d'Or, gérante de société.

### Élections de 2007
|                | Philippe Cochet sortant réélu  | UMP            | 29 258 | 55,92  |  |  |  |
|                | Marie-France Lambert           | PS             | 10 385 | 19,85  |  |  |  |
|                | Yves-Marie Uhlrich             | UDF–MoDem      | 4 451  | 8,51   |  |  |  |
|                | Étienne Boursey                | Les Verts      | 2 145  | 4,1    |  |  |  |
|                | Marie-Christine de Penfentenyo | FN             | 1 983  | 3,79   |  |  |  |
|                | Fabien Malvaud                 | LCR            | 1 046  | 2      |  |  |  |
|                | Patrick Dussud                 | PCF            | 1 037  | 1,98   |  |  |  |
|                | Véronique Fisset               | MPF            | 554    | 1,06   |  |  |  |
|                | Gilles Commarmond              | Divers         | 530    | 1,01   |  |  |  |
|                | Dominique Vial                 | MRC            | 436    | 0,83   |  |  |  |
|                | Anne-Marie Chambon             | LO             | 267    | 0,51   |  |  |  |
|                | Jean-Marie Després             | MNR            | 225    | 0,43   |  |  |  |
|                | Danielle Decharenton           | Divers         | 0      | 0,00   |  |  |  |
|                |                                |                |        |        |  |  |  |
| Inscrits       | Inscrits                       | Inscrits       | 83 884 | 100,00 |  |  |  |
| Abstentions    | Abstentions                    | Abstentions    | 31 124 | 37,1   |  |  |  |
| Votants        | Votants                        | Votants        | 52 760 | 62,9   |  |  |  |
| Blancs et nuls | Blancs et nuls                 | Blancs et nuls | 443    | 0,84   |  |  |  |
| Exprimés       | Exprimés                       | Exprimés       | 52 317 | 99,16  |  |  |  |

### Élections de 2012
| Candidat       | Candidat                      | Parti          | Premier tour | Premier tour | Second tour | Second tour |  |
| Candidat       | Candidat                      | Parti          | Voix         | %            | Voix        | %           |  |
| -------------- | ----------------------------- | -------------- | ------------ | ------------ | ----------- | ----------- |  |
|                | Philippe Cochet sortant réélu | UMP            | 23 486       | 47,78        | 27 362      | 61,29       |  |
|                | Jacky Darne                   | PS             | 14 034       | 28,55        | 17 283      | 38,71       |  |
|                | Alain Chevalier               | RBM (FN)       | 5 835        | 11,87        |             |             |  |
|                | Véronique Toutant             | EÉLV           | 2 098        | 4,27         |             |             |  |
|                | Véronique Chiavazza           | FG (PCF)       | 1 945        | 3,96         |             |             |  |
|                | Joanne Savoye-Di Spirito      | CpF (MoDem)    | 903          | 1,84         |             |             |  |
|                | Cyrille Bouvat                | Divers droite  | 414          | 0,84         |             |             |  |
|                | Kim Prouhet                   | AÉI            | 298          | 0,61         |             |             |  |
|                | Jim Bugni                     | LO             | 143          | 0,29         |             |             |  |
|                | Éric Rusdikian                | RIC            | 2            | 0,00         |             |             |  |
|                | Louise Sarafian               | CNIP           | 0            | 0,00         |             |             |  |
|                |                               |                |              |              |             |             |  |
| Inscrits       | Inscrits                      | Inscrits       | 80 343       | 100,00       | 80 551      | 100,00      |  |
| Abstentions    | Abstentions                   | Abstentions    | 30 820       | 38,36        | 35 057      | 43,52       |  |
| Votants        | Votants                       | Votants        | 49 523       | 61,64        | 45 494      | 56,48       |  |
| Blancs et nuls | Blancs et nuls                | Blancs et nuls | 365          | 0,74         | 849         | 1,87        |  |
| Exprimés       | Exprimés                      | Exprimés       | 49 158       | 99,26        | 44 645      | 98,13       |  |

### Elections de 2017
| Candidat         | Candidat            | Parti          | Premier tour | Premier tour | Second tour | Second tour |
| Candidat         | Candidat            | Parti          | Voix         | %            | Voix        | %           |
| ---------------- | ------------------- | -------------- | ------------ | ------------ | ----------- | ----------- |
|                  | Blandine Brocard    | LREM           | 20 890       | 45,8         | 22 348      | 60,26       |
|                  | Philippe Cochet*    | UMP            | 12 007       | 26,33        | 14 740      | 39,74       |
|                  | Céline Bernardi     | LFI            | 3 552        | 7,79         |             |             |
|                  | Cécile Bène         | FN             | 3 544        | 7,77         |             |             |
|                  | Jérôme Trotignon    | EELV           | 2 769        | 6,07         |             |             |
|                  | Véronique Chiavazza | PCF            | 743          | 0,84         |             |             |
|                  | Charlotte Broca     | CNIP           | 492          | 1,08         |             |             |
|                  | Séverine Hemain     | Divers         | 442          | 0,97         |             |             |
|                  | Jean-Paul Chaudy    | DVD            | 254          | 0,56         |             |             |
|                  | Gaylord Desangles   | Divers         | 205          | 0,45         |             |             |
|                  | Christian Prada     | LO             | 185          | 0,21         |             |             |
|                  |                     |                |              |              |             |             |
| Inscrits         | Inscrits            | Inscrits       | 88 086       |              | 88 072      |             |
| Abstentions      | Abstentions         | Abstentions    | 42 063       | 47,75        | 48 408      | 54,96       |
| Votants          | Votants             | Votants        | 46 023       | 52,25        | 39 664      | 45,04       |
| Blancs et nuls   | Blancs et nuls      | Blancs et nuls | 414          | 0,35         | 1 948       | 2,21        |
| Exprimés         | Exprimés            | Exprimés       | 45 609       | 51,78        | 37 088      | 42,11       |
| * député sortant |                     |                |              |              |             |             |

### Élections de 2022
| Résultats des élections législatives des 12 et 19 juin 2022 de la 5e circonscription du Rhône |                          |                          |                          |              |              |             |             |
| Candidat                                                                                      | Candidat                 | Parti et coalition       | Nuance                   | Premier tour | Premier tour | Second tour | Second tour |
| Candidat                                                                                      | Candidat                 | Parti et coalition       | Nuance                   | Voix         | %            | Voix        | %           |
|                                                                                               | Blandine Brocard         | MoDem (ENS)              | ENS                      | 17 508       | 36,12        | 29 198      | 67,32       |
|                                                                                               | Fabrice Matteucci        | PS (NUPES)               | NUP                      | 11 063       | 22,82        | 14 175      | 32,68       |
|                                                                                               | Bastien Joint            | LR (UDC)                 | LR                       | 8 449        | 17,43        |             |             |
|                                                                                               | Yves Duigou              | RN                       | RN                       | 5 865        | 12,10        |             |             |
|                                                                                               | Cédric Le Bel            | REC                      | REC                      | 3 058        | 6,31         |             |             |
|                                                                                               | Stéphanie Bouard         | EAC                      | ECO                      | 1 442        | 2,97         |             |             |
|                                                                                               | Julie Kabil              | PA                       | DIV                      | 542          | 1,12         |             |             |
|                                                                                               | Hélène Rivière           | LO                       | DXG                      | 339          | 0,70         |             |             |
|                                                                                               | Mohamed Slimani          | UDMF                     | DIV                      | 212          | 0,44         |             |             |
| Votes valides                                                                                 | Votes valides            | Votes valides            | Votes valides            | 48 478       | 98,98        | 43 373      | 94,04       |
| Votes blancs                                                                                  | Votes blancs             | Votes blancs             | Votes blancs             | 382          | 0,42         | 2 035       | 4,41        |
| Votes nuls                                                                                    | Votes nuls               | Votes nuls               | Votes nuls               | 116          | 0,13         | 712         | 1,54        |
| Total                                                                                         | Total                    | Total                    | Total                    | 48 976       | 100          | 46 120      | 100         |
| Abstention                                                                                    | Abstention               | Abstention               | Abstention               | 41 191       | 45,68        | 44 045      | 48,85       |
| Inscrits / participation                                                                      | Inscrits / participation | Inscrits / participation | Inscrits / participation | 90 167       | 54,32        | 90 165      | 51,15       |

### Élections de 2024
| Candidat                 | Candidat                 | Parti et coalition       | Nuances                  | Premier tour | Premier tour | Second tour | Second tour |
| Candidat                 | Candidat                 | Parti et coalition       | Nuances                  | Voix         | %            | Voix        | %           |
| ------------------------ | ------------------------ | ------------------------ | ------------------------ | ------------ | ------------ | ----------- | ----------- |
|                          | Blandine Brocard         | MoDem                    | ENS                      | 21 402       | 32,04        | 30 324      | 45,66       |
|                          | Sasha Bitoum             | RN                       | RN                       | 16 962       | 25,39        | 19 411      | 29,23       |
|                          | Fabrice Matteucci        | PS (NFP)                 | NFP                      | 17 701       | 26,50        | 16 671      | 25,10       |
|                          | Bastien Joint            | LR                       | LR                       | 9 321        | 13,95        |             |             |
|                          | Mathieu Bazin            | REC                      | REC                      | 1 001        | 1,50         |             |             |
|                          | Hélène Rivière           | LO                       | LO                       | 410          | 0,61         |             |             |
|                          |                          |                          |                          |              |              |             |             |
| Votes valides            | Votes valides            | Votes valides            | Votes valides            | 66 797       | 98,68        | 66 406      | 98,08       |
| Votes blancs             | Votes blancs             | Votes blancs             | Votes blancs             | 691          | 1,02         | 1 047       | 1,55        |
| Votes nuls               | Votes nuls               | Votes nuls               | Votes nuls               | 202          | 0,30         | 251         | 0,37        |
| Total                    | Total                    | Total                    | Total                    |              | 100          |             | 100         |
| Abstention               | Abstention               | Abstention               | Abstention               | 22 377       | 25,29        | 22 917      | 25,29       |
| Inscrits / participation | Inscrits / participation | Inscrits / participation | Inscrits / participation | 90 607       | 74,71        | 90 622      | 74,71       |

#### Département du Rhône
- La fiche de l'INSEE de cette circonscription : « Tableaux et Analyses de la cinquième circonscription du Rhône », sur insee.fr, site de l'Institut national de la statistique et des études économiques (consulté le 10 juin 2007) [PDF]
- « Tous les députés du département du Rhône depuis 1789 », sur assemblee-nationale.fr, site de l'Assemblée nationale française (consulté le 10 juin 2007)
- « Informations contentieuses sur le département du Rhône (Élections législatives de 2002) »(Archive.org • Wikiwix • Archive.is • Google • Que faire ?), sur conseil-constitutionnel.fr, site du Conseil constitutionnel (consulté le 13 juin 2007)

#### Circonscriptions en France
- « Carte des circonscriptions législatives en France », sur assemblee-nationale.fr, site de l'Assemblée nationale française (consulté le 10 juin 2007)
- « Résultats électoraux officiels en France »(Archive.org • Wikiwix • Archive.is • Google • Que faire ?), sur interieur.gouv.fr, site du ministère de l'Intérieur (France) (consulté le 13 juin 2007)
- Description et Atlas des circonscriptions électorales de France sur http://www.atlaspol.com, Atlaspol, site de cartographie géopolitique, consulté le 13 juin 2007.